# Grand Prix automobile de la Corse

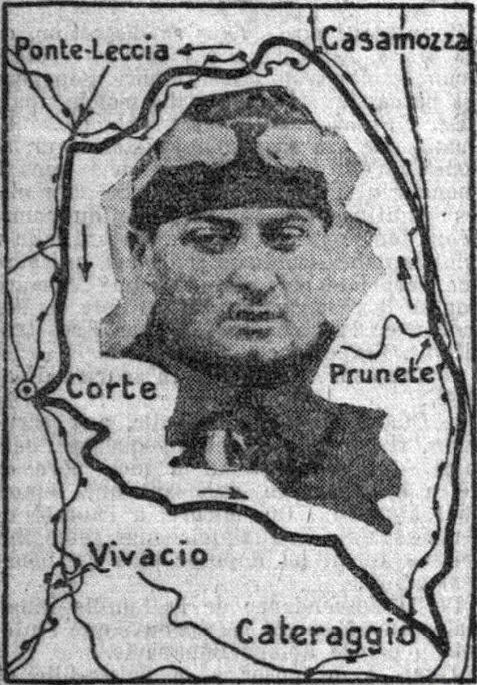
De winnaar, Albert Guyot

De Grand Prix automobile de la Corse, ook Circuit de la Corse genoemd, was een eenmalige autorace voor sportwagens (type Gran Turismo), die op 21 april 1921 werd verreden op het eiland Corsica. Deze Grand Prix maakte geen deel uit van het Grand-prixseizoen 1921.

## Parcours
De wedstrijd werd georganiseerd door de Automobile Club de Marseille en het dagblad L'Auto. Start- en aankomstplaats was Casamozza (in de gemeente Lucciana). Het af te leggen circuit ging vanuit Casamozza in tegenwijzerzin naar Ponte-Leccia en dan zuidwaarts naar Corte via de N193 (tegenwoordig T20). Van Corte ging het naar het zuid-oosten tot in Cateraggio (een dorp in Aléria) via de N200 (tegenwoordig de T50), en vandaar noordwaarts langs de N198 (T10) terug naar Casamozza. De omloop was 147,3 km lang en moest driemaal afgelegd worden voor een totale afstand van 441,9 km.
Daarnaast was er ook een wedstrijd voor "toeristen" en een voor "lichte voertuigen"; deze moesten slechts een ronde van 147 km afleggen.

## Wedstrijd
De Grand Prix was voorbehouden voor sportwagens met vier zitplaatsen. Elk team bestond uit een piloot en een mecanicien. Op 19 april moesten de deelnemers zich kwalificeren door over een afstand van vijf kilometer een gemiddelde van 100 km/uur te halen.
Er kwamen enkel Franse teams aan de start. Slechts drie merken waren vertegenwoordigd: Turcat-Méry, het merk uit Marseille met vier wagens (Benoist du Barry, Rougier, D'Avaray en Repusseau); Bignan Sport met twee  (Guyot en Nougué) en Chenard & Walker met drie wagens (Rouvier, Lagache en D'Auvergne). De wagens gingen afzonderlijk van start met een interval van vijf minuten; de eerste wagen startte om 9 u 15.
Van de negen wagens reden er zes de wedstrijd uit: alle vier de Turcat-Mérys, en telkens een Bignan en een Chenard & Walker. De zege ging naar de Bignan bestuurd door Albert Guyot.
De wedstrijd werd overschaduwd door de dood van de piloot Pierre Delaunay, die deelnam in de lichte klasse. Hij verongelukte nabij Corte met zijn Bignan 1,4 l. Zijn mecanicien werd levensgevaarlijk gewond.
Onder meer vanwege de beperkte belangstelling van de automerken kreeg deze Grand Prix geen vervolg. Pas vijfendertig jaar later werd er weer geracet op het eiland in de Rally van Corsica.

## Uitslag
| Plaats | Piloot               | Wagen                      | Tijd              |
| ------ | -------------------- | -------------------------- | ----------------- |
| 1      | Albert Guyot         | Bignan 3L.                 | 6 h 7 min 51,4 s  |
| 2      | Henri Rougier        | Turcat-Méry PG Sport 40 CV | 6 h 42 min 3,2 s  |
| 3      | François Repusseau   | Turcat-Méry PG Sport 40 CV | 6 h 46 min 40,2 s |
| 4      | Christian D'Auvergne | Chenard & Walker           | 6 h 52 min 23,6 s |
| 5      | Benoist de Bary      | Turcat-Méry PG Sport 40 CV | 6 h 54 min 7,8 s  |
| 6      | Antoine d'Avaray     | Turcat-Méry PG Sport 40 CV | 7 h 11 min 10,2 s |

Het gemiddelde van de winnaar was 72,077 km/u.
De "Prix des Touristes" werd gewonnen door Inghibert in een Bignan Sport in 2 h 32 min 17,6 s (gemiddeld 58,036 km/u). Delaunay was de enige deelnemer in de categorie "lichte voertuigen".

## Galerij
| Albert Guyot (hier op een foto uit 1922). | De winnaar Albert Guyot in zijn Bignan 3L. | Het team van Turcat-Méry dat aan de wedstrijd deelnam. | Albert Guyot (links) et Delaunay (rechts), die verongelukte tijdens de Grand Prix de Corse van 1921. |